# ファニー・カンパニー
ファニー・カンパニー(Funny Company)は、横井康和が桑名正博と出会い、1971年に関西で結成したロックバンドである。
- 桑名正博 (ヴォーカル、ギター) 1971-1974
- 横井康和 (ベース、ギター）1971-1973
- 栄孝志 (ヴォーカル、ギター) 1971-1974
- 古宇田優（キーボード）1971-1973
- 辻宗一郎（ベース）1973-1974
- 西哲也（ドラム） 元THE M(バンド)|THE M、ファーラウト 1972-1974
- ロメル・アマード（ギター）1973-1974

母体となっている第１期ファニー・カンパニーは、横井康和が1968年に京都で女性2人と結成したフォーク・グループ。

## 来歴
第2期ファニー・カンパニーを仕掛けたのは内田裕也。1972年5月に桑名、栄、横井の3人で結成。バンド名（ファニー・カンパニー／愉快な仲間）は、もともとアメリカのテレビ番組のタイトルで、横井が結成したフォーク・グループに採用した名前を継続したものだった。7月下旬に古宇田が加入。10月頃まで大阪厚生年金ホールや関西のフォークコンサートに出演していたが、アルバム制作のため東京へ活動拠点を移す。11月にシングル『スウィート・ホーム大阪』（ワーナー・パイオニア）でデビュー。
矢沢永吉率いるキャロルは、同時期のデビューで、「東のキャロル、西のファニカン」と呼ばれ、よく比較の対象になった。広島で複雑な家庭環境と経済的困難を乗り越えてきた矢沢と、関西で指折りの資産家の家に生まれ育った桑名は好対照だった。レザーファッション、オールバック・ヘアー、オートバイというビジュアル･イメージに加え「プロとしてやっていくんだ!」「これで成り上がるんだ!」という意識の強いキャロルと比べて、ファニカンのメンバーは桑名も含めてみなノンポリでフラフラしていて「思い出を作って20歳で辞めよう」と考えていたため、ライバル扱いされたことは「（キャロルに）ちょっと悪いような気がした」と桑名は話している。イベントで一緒になった時、ぎゅうぎゅう詰めの中古のスバル360で会場に向かうキャロルを、ファニカンの医者の息子だったメンバーの真っ赤なポルシェで追い抜いていたという。仕事が一緒になった時、矢沢から「お前は甘い」、酔った勢いで「成り上がりがどうの」と言われたため、「そんな金持ってて使い方がわかんないんだったら、俺が使ってやる!」とケンカになったことがあると話している。
ファニカンのプロデューサー・寺本幸司によれば、キャロルが本物の不良イメージで、大々的にマスメディアに取り上げられたため、「こっちはロックンロールもやるが、レッドツェッペリンを視野に置いたロックバンドだ」と開き直ったが、ある週刊誌にメンバーの出自が暴かれ「ぼんぼんロックバンド」と囃し立てられたという。その後、日本ロックンロール振興会絡みでキャロルと共演する機会が増え、ファニカンは既に上京後だったが、「東のキャロル、西のファニカン」と呼ばれるようになった。桑名が矢沢から強い影響を受け、ラジカルな言動をとるようになったという。

## ディスコグラフィー

### シングル
- 朝の光が輝く時／霧の街角（DENON /CD-32）1969年8月 ※「朝の光が輝く時」作曲は馬場広文、のちのばんばひろふみ 。「ファニー・カムパニー」名義
- 冷たい風の中で／恋人達の世界（DENON/CD-60）1970年3月 ※「恋人達の世界」作詞作曲は梅垣達志。 「ファニー・カムパニー」名義

### オムニバス
- V.A./ヤング・タウン・フェスティバル（テイチク/YTL-7001）1970年（1曲収録「ハイ・ハイ」）※1970年1月8日、大阪フェスティバル・ホールでの実況録音。他の出演者は桂三枝、笑福亭仁鶴、赤い鳥ほか

## ディスコグラフィー  (ロック期)

### シングル
- スウィート・ホーム大阪／暗闇（アトランティック / L-1113A） 1972年9月
- ハイウェイ・ドライブ／小さな鳥のように（エレクトラ / L-1134E）1973年

### アルバム
- ファニー・カンパニー（アトランティック / L-8015）1973年1月 プロデュース:寺本幸司
  1. 魔法の気体
  2. 退屈はあぶくになって
  3. 僕もそのうち
  4. 今ここに僕はいる
  5. スウィート・ホーム大阪
  6. 無意味な世界
  7. 午後一時ちょっとすぎ
  8. 冷たい女に捧げる
  9. 彼女は待っている
  10. ある女

- ファニー・ファーム（エレクトラ / L-4035）1973年11月 プロデュース:寺本幸司
  1. 用のないお前
  2. トリップ仲間
  3. 一人ぽっち
  4. 夜
  5. ハイウェイ・ドライブ
  6. BABY
  7. そよぐ風
  8. 愛しているよ君の事
  9. 小さな子供が大きくなるまでに
  10. 廃墟

- ファニー・カンパニー・アゲイン（ベストアルバム）1977年 「桑名正博&ファニー・カンパニー」名義
  1. 魔法の気体
  2. 退屈はあぶくになって…
  3. 僕もそのうち
  4. 暗闇
  5. スイート・ホーム大阪
  6. トリップ仲間
  7. ハイウェイ・ドライブ
  8. 真夜中列車第２便
  9. 大都会
  10. 彼女は待っている
  11. 廃墟